# Huell Howser
Huell Burnley Howser (18 tháng 10, 1945 – 7 tháng 1, 2013) là một nhân vật truyền hình, diễn viên, nhà sản xuất, nhà văn, diễn viên, diễn viên lồng tiếng người Mỹ nổi bật với vai trò dẫn chương trình, sản xuất, và sáng tác kịch bản của California's Gold, chương trình truyền hình được sản xuất bởi KCET ở Los Angeles cho các đài của PBS. Ông cũng lồng tiếng cho nhân vật Backson trong Winnie the Pooh (2011).

## Sự nghiệp điện ảnh
- California's Gold: (1991 đến 2012)
- Winnie the Pooh: Backson chú cá sấu thân thiện (2011)